# 塚越 (横浜市)
塚越（つかごし）は、神奈川県横浜市中区の町名。住居表示未実施で、丁目は設けられていない。面積は0.118km²。 

## 地理
中区西端の根岸台地に位置し、東は大芝台および簑沢、南は寺久保、西は磯子区上町および同馬場町に接する。町の90%を在日米軍の根岸住宅地区が占める。

## 歴史
元は中区根岸町の一部で、1933年（昭和8年）4月1日に分離・新設された。地名研究によると「ツカ」は丘陵、「コシ」は、麓を表すという。

## 世帯数と人口
2025年（令和7年）6月30日現在（横浜市発表）の世帯数と人口は以下の通りである。
| 町丁 | 世帯数 | 人口  |
| ---- | ------ | ----- |
| 塚越 | 48世帯 | 124人 |

### 人口の変遷
国勢調査による人口の推移。
| 年                 | 人口 |
| ------------------ | ---- |
| 1995年（平成7年）  | 152  |
| 2000年（平成12年） | 104  |
| 2005年（平成17年） | 81   |
| 2010年（平成22年） | 92   |
| 2015年（平成27年） | 51   |
| 2020年（令和2年）  | 96   |

### 世帯数の変遷
国勢調査による世帯数の推移。
| 年                 | 世帯数 |
| ------------------ | ------ |
| 1995年（平成7年）  | 66     |
| 2000年（平成12年） | 52     |
| 2005年（平成17年） | 47     |
| 2010年（平成22年） | 49     |
| 2015年（平成27年） | 20     |
| 2020年（令和2年）  | 32     |

## 学区
市立小・中学校に通う場合、学区は以下の通りとなる（2024年11月時点）。
| 番地 | 小学校             | 中学校             |
| ---- | ------------------ | ------------------ |
| 全域 | 横浜市立山元小学校 | 横浜市立平楽中学校 |

## その他

### 日本郵便
- 郵便番号：231-0857[3]（集配局：横浜港郵便局[15]）

### 警察
町内の警察の管轄区域は以下の通りである。
| 番・番地等 | 警察署     | 交番・駐在所 |
| ---------- | ---------- | ------------ |
| 全域       | 山手警察署 | 根岸交番     |